# بودو فون بوریس
 بودو فون بوریس (انگلیسی: Bodo von Borries؛ زاده ۲۲ مه ۱۹۰۵ درگذشته ۱۷ ژوئن ۱۹۵۶) یک فیزیک‌دان اهل آلمان بود.